# Václav Cílek
Václav Cílek (* 11. května 1955 Brno) je český geolog, spisovatel a popularizátor vědy. V letech 2004–2012 byl ředitelem Geologického ústavu Akademie věd ČR.

## Biografie
S rodiči pobýval v Tanzanii, kde jeho otec pracoval jako geolog. Zde studoval v letech 1969–1970 na střední škole, dále vystudoval hornickou průmyslovku v Příbrami a Přírodovědeckou fakultu – obor geologie na Univerzitě Karlově v Praze.
V letech 1980 až 1990 pracoval v Hornickém ústavu Akademie věd ČR. Od roku 1990 pracoval v Geologickém ústavu Akademie věd ČR a v letech 1994 až 2001 pak na částečný úvazek v Centru teoretických studií. Od roku 2004 byl ředitelem Geologického ústavu Akademie věd ČR, ale roku 2012 se rozhodl tento post opustit a vrátit se na místo vědeckého pracovníka, aby se mohl více věnovat odborným výzkumným pracím. Roku 2012 se pak stal novým ředitelem Pavel Bosák. Žije v Praze, má dvě dcery – mladší z nich, Eliška Cílková, je česká hudební skladatelka.
Přestože se ve své práci zabývá především popularizací vědy, změnami klimatu a prostředí, vývojem české krajiny a interakcemi mezi přírodou a civilizací, najdeme v jeho knihách přesahy směrem k literatuře, religionistice, filozofii, teologii, výtvarnému umění nebo hudbě všech žánrů.

## Publicistika
Václav Cílek spolupracoval na více než třiceti knižních titulech, své texty publikuje v řadě časopisů, např. Vesmír, Týdeník Echo, dříve též Respekt.
Spolupracuje též s Českým rozhlasem a s Českou televizí. Byl např. průvodcem televizních pořadů Putování starými cestami (2005), Aleje jako součást naší krajiny (2007), Kameny v české krajině (2008) a Řeka v proudu času (2009) nebo seriálů Podzemní Čechy (2001) a Podzemní Čechy II (2009), na kterých se též významně podílel autorsky.

## Ocenění
Za knihu Krajiny vnitřní a vnější a za následující knihu Makom: Kniha míst získal Cenu Toma Stopparda za rok 2004 (cena za literární eseje). V červnu 2007 získal Cenu ministra životního prostředí „za výrazný přínos k popularizaci české vědy, zejména geologie a klimatologie“. V roce 2009 získal Cenu Nadace VIZE 97.